# Künstlermuseum Beckers Böll

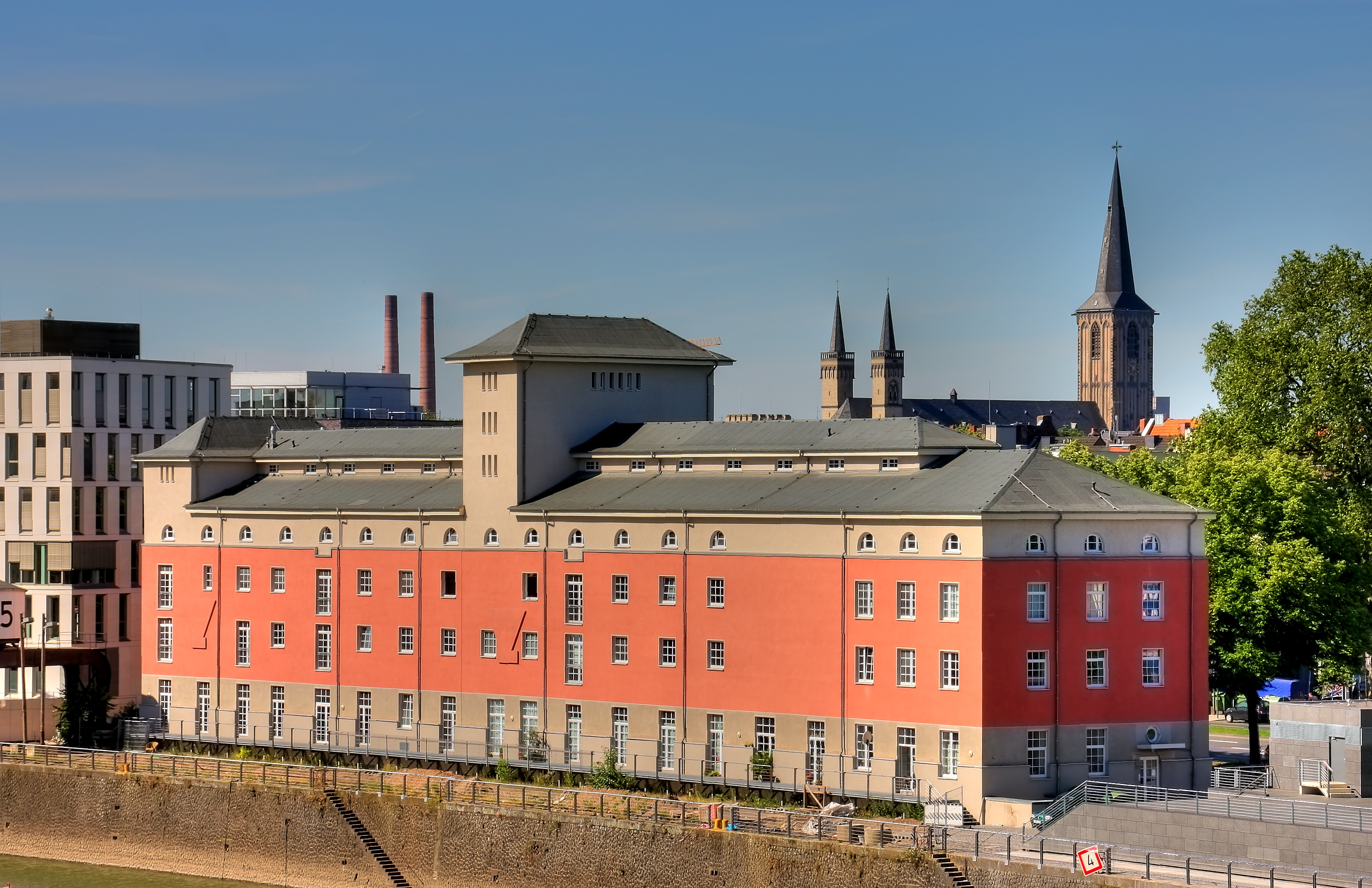
Kunsthaus Rhenania im Rheinauhafen Köln

Das KünstlerMuseum Beckers Böll ist ein Museum in Köln und Aachen. In Köln ist es im Atelier von René Böll eingerichtet, in Aachen in der Ludwigsallee 79.

## Geschichte
Günther Beckers und René Böll gründeten im Jahre 2006 ihr Künstlermuseum in Köln und Aachen. Diese wurden ergänzt um eine virtuelle Präsentationsfläche im Internet und einer Kunstzeitschrift für Ästhetik.
Das KünstlerMuseum in Köln hat seinen Stammsitz im Kunsthaus Rhenania. Ein Künstlerkabinett war 2008 und 2009 für Gäste und Kollegen angeschlossen. In unmittelbarer Nähe lag der Infopavillon des Rheinauhafens, der 2008 durch Bundesgesundheitsministerin Ulla Schmidt zu weiteren Präsentationszwecken eröffnet wurde und in dieser Zeit in Kooperation mit der Hafengesellschaft genutzt werden konnte. Ein geplanter Neubau an dieser Stelle wurde nicht realisiert. Danach standen mit dem Südkeller und dem Schauraum des Kunsthaus Rhenania im Jahr 2009 und 2010 dem KünstlerMuseum mehr als 600 Quadratmeter Ausstellungsfläche zur Verfügung. Alle Überlegungen es international in Kooperation mit der Hafengesellschaft und der Stadt Köln aufzustellen scheiterten. Eine letzte Ausstellung mit musealen Möbelstücken von Eero Aarnio fand im Oktober 2010 statt. 

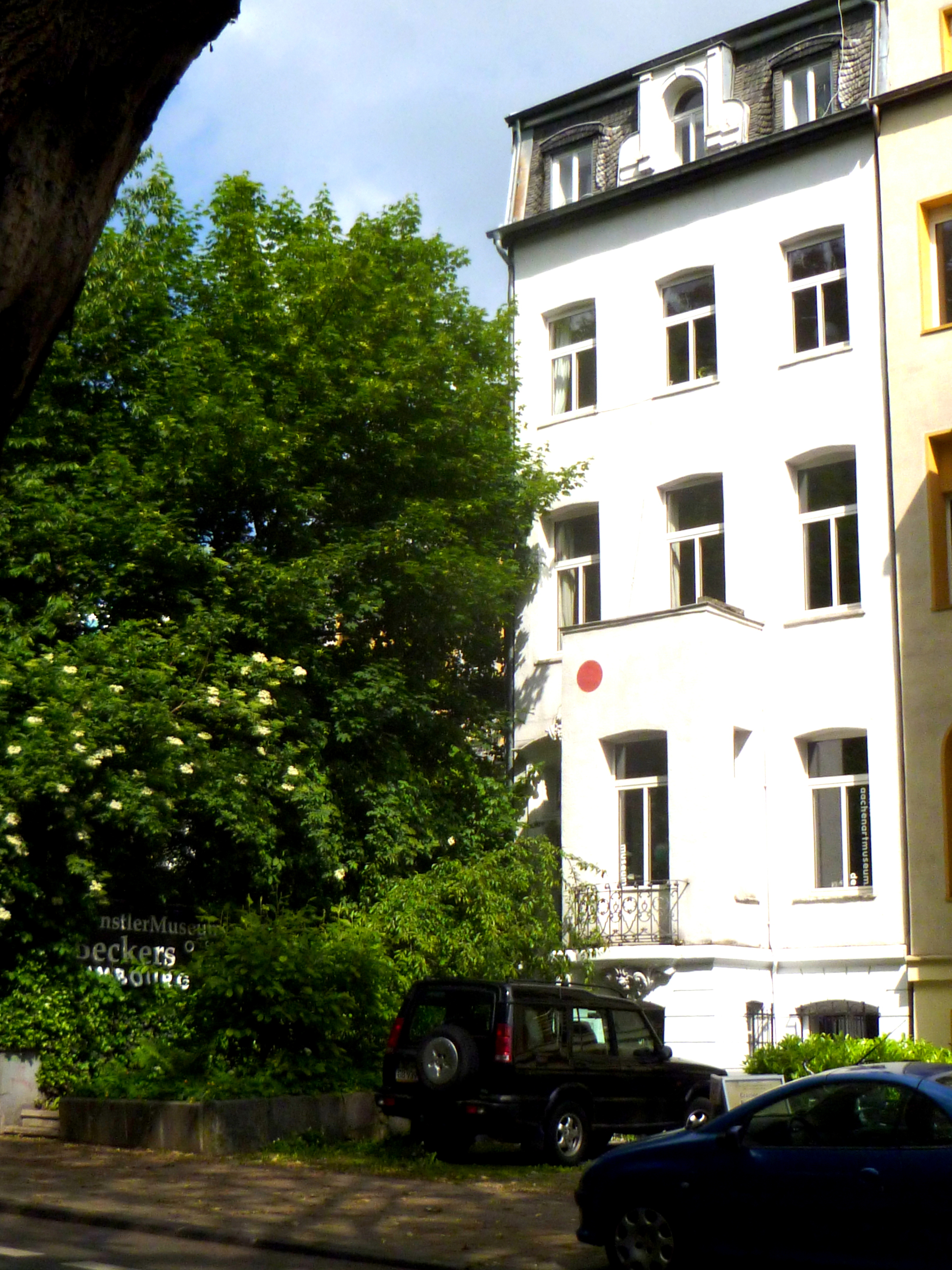
Kunstmuseum Beckers ° Böll in Aachen

Das Künstlermuseum in Aachen ist Teil des Projektes Freies Kunsthaus, welches Günther Beckers seit 1979 betreibt und seit 1992 als Ausstellungsforum nutzt. Von 2003 bis 2005 leitete er das Kunsthaus als KünstlerMuseum, dem sich von 2005 bis 2010 René Böll als Partner anschloss. Nach dessen Ausscheiden kooperierte Beckers zunächst mit einer neu formierten Museumsgesellschaft und mit einem angeschlossenen Verein. Diesem gehörten unter anderem der Direktor der dänischen Nationalgalerie Karsten Ohrt, Christine M. Merkel von der UNESCO-Kommission in Bonn, Gabriele Uelsberg vom Rheinischen Landesmuseum Bonn und Annette Lagler vom Ludwig Forum für Internationale Kunst als Gründungsmitglieder an. Das integrierte Studio dient heute als Atelier und Tonstudio und ist in die Konzeption der jeweiligen Präsentationen eingebaut.
Seit 2011 findet zusätzlich thematisch und inhaltlich sowie hinsichtlich der FarbFlügelBilder von Günther Beckers parallel im Ausstellungsprogramm eine Zwiesprache mit der Gattung des Meisterwerkes in der Kunst statt, beispielsweise mit dem Isenheimer Altar von Matthias Grünewald, Las Meninas von Diego Velázquez und dem Bild Der Ursprung der Welt von Gustave Courbet.

### Kooperation
Beide Häuser sind in einer kooperierenden Künstlerfreundschaft geführt mit einer ehrenamtlich arbeitenden Museumsgesellschaft, um aus Künstlersicht sich vor allem mit der Erneuerung und Bewahrung künstlerischer Disziplinen, mit künstlerischer Haltung und mit kunstphilosophischen Fragestellungen und deren adäquaten Vermittlung zu befassen. Neben der Ausstellung eines Einzelwerkes liegt ein weiteres Augenmerk auf der Präsentation eines Gesamtkunstraums, im Besonderen der Verbindung mehrerer künstlerischer Disziplinen, wie der Malerei, der Musik oder der Poesie. Darüber hinaus finden Kooperationen mit international wichtigen Künstlern statt und ebenfalls jüngeren Künstlern.
Im Jahre 2008 wurde ebenfalls eine Akademie der Künstler als unabhängige Akademie für Kunst, Ästhetik und transkultureller Kommunikation an das Künstlermuseum ausgerufen und versucht aufzubauen. Auf künstlerischem Sektor bilden die durch die beiden Künstler erneuerten Disziplinen das Kernthema des zu vermittelnden Stoffes. Auf kunstphilosophischem Sektor bilden René Bölls enges Verhältnis zur asiatischen Ästhetik und das Schriftstück der Humanästhetik, als Traktat von der Würde des Menschen als einem Wesen von Schönheit, von sinnhaft, sinnlicher Wahrnehmung sprechend den Kernbereich von Günther Beckers. Es befinden sich Kooperationen zu der Tongjie-Universität in Shanghai und der Kunstakademie Jinan im Aufbau.

### Ausstellungen
Die ersten Ausstellungsjahre liefen unter dem Titel Fanum – Profanum. Dies war der Versuch einer transkulturellen Annäherung an verschiedene kunsthistorische Themen aus verschiedenen Epochen und Kulturkreisen, um auch den kunsthistorischen Vergleich bewusst in Verbindung zur Tradition zu integrieren. In den verschiedenen Ausstellungsrefugien war eine Hauptausstellung die Kölner Manifeste, die weltweit von Künstlern zum Stand von Kunst und Kultur aus ihrer Sicht ergänzt werden konnte.
Weitere Präsentationen in Form von Einzel- und Gruppenausstellungen waren unter anderem Nine 9/11 Eleven – The 4 Plains von Günther Beckers 2008, Aquila mit irischen Künstlern von Achill Island, die eng dem Böll Cottage verbunden waren, Mit dem Herzen verstehen – wortlos, mit elf chinesischen Künstlern, unter ihnen Gu Gan und mit einer Sonderschau von gemeinsamen Arbeiten von René Böll und Gu Gan zu Hölderlin 2009. Des Weiteren Tribute to Bacon, Günther Beckers und die Ausstellung Ein Bild, ein Stuhl mit Werken von Beckers, Böll und Eero Aarnio 2010. Im Jahr 2011 fand schließlich in Aachen die Ausstellung Aus dem Aachener Archiv: Eugen Schönebeck statt und eine weitere mit Papierarbeiten und Ölgemälden des verstorbenen Malers Werner Manke, eines Weggefährten von Georg Baselitz und Schönebeck.
Kollegiales Zusammenwirken ergänzt das Ausstellungsprogramm, wie mit dem Berliner Maler Schönebeck, dem in New York lebenden Maler Jacobo Borges oder dem Chinesischen Maler Gu Gan. Zahlreiche Kollegen anderer Disziplinen sind in die Arbeit integriert, wie der amerikanische Gitarrist Alex de Grassi, der Organist, Cembalist und Pianist Stefan Palm oder die chinesische Guzheng-Spielerin Xu Fengxia und viele andere mehr.
Kunstwerke aus Künstlersicht zu präsentieren und hierüber einen Beitrag hinsichtlich einer Auswahl von Kunstwerk zu treffen, ist ein Hauptanliegen des KünstlerMuseums.

## Zusammenarbeit
Es besteht Zusammenarbeit mit:
- Deutsche UNESCO-Kommission, Bonn
- Erzbischöfliche Diözesan- und Dombibliothek Köln
- University of Limerick
- Tongji-Universität, Shanghai
- Kunstakademie Jinan
- National College of Art, Lahore, Pakistan
- Heinrich-Böll-Stiftung